# Tory Burch
Tory Burch, nata Robinson (Valley Forge, 17 giugno 1966), è una stilista, imprenditrice e filantropa statunitense, fondatrice del marchio Tory Burch.

## Biografia
Figlia dell'investitore Buddy Robinson e dell'attrice Reva Robinson, che aveva avuto relazioni con personalità del calibro di Marlon Brando e Steve McQueen, Tory cresce in Pennsylvania, dove frequenta l'università locale (e dove si unisce alla Kappa Alpha Theta), laureandosi in storia dell'arte nel 1988.
Dal 1997 al 2006 Tory è stata sposata con l'uomo d'affari Cristopher Burch  che ha contribuito alla nascita del brand con i suoi capitali e l'esperienza nel campo della finanza; precedentemente era stata sposata con William Macklowe, mentre recentemente ha frequentato Lance Armstrong e Lyor Cohen. La Burch ha tre figli (i due gemelli Henry e Nicholas e Sawyer) e tre figliastre (Alexandra, Elizabeth e Louisa). Dopo il divorzio da Burch e la risoluzione di una disputa legale con l'ex marito per il controllo delle azioni della società, il 31 dicembre 2015 ha annunciato il fidanzamento con Pierre Yves Roussel, all'epoca CEO del gruppo Louis Vuitton. Si sono sposati nel novembre 2018. All'inizio del 2019 Roussel è diventato CEO della società di Burch mentre lei è diventata presidente esecutivo e direttore artistico della società.

### Carriera
La produzione di Tory Burch è costituita soprattutto da tuniche, cardigan, caftani e accessori etnici e rientra nel cosiddetto stile boho-chic. La Burch inoltre è nota anche per aver creato una linea di calzature stile ballerina che ha chiamato Reva in onore della madre.
Le creazioni di Tory Burch sono contraddistinte da un medaglione con il suo logo.
Nel 2008 il Council of Fashion Designers of America l'ha premiata come "Designer di accessori dell'anno". Nel 2009 è apparsa in un episodio di Gossip Girl interpretando sé stessa.
Al 2015 si contano circa 30 boutiques Tory Burch nel territorio degli Stati Uniti, 42 punti vendita in Giappone, 35 in Cina, 9 in Medio Oriente, 7 in Brasile e un fitto network di punti vendita in franchising. In Italia le boutiques di Tory Burch hanno sede a Roma in via del Babuino aperto nel 2010 e a Milano in via della Spiga aperto nel 2014. Le boutique hanno un interior design sofisticato, ricco e caldo, con finiture in ottone, legno di rovere, carta da parati, tappeti e tendaggi ispirati al gusto personale r delle case di Tory. I clienti del brand comprendono celebrità come Michelle Obama e Hillary Clinton, ma anche shoppers che cercano l'"affordable luxury".
Nel 2010 la rivista Forbes ha incluso la Burch nella sua lista delle 100 donne più potenti del mondo, classificandola all'ottantottesimo posto.

## Attività benefiche
La Burch ha aperto nel 2008 la Tory Burch Foundation, un'organizzazione no-profit che si occupa di offrire opportunità alle donne in difficoltà. È inoltre molto attiva nel campo della lotta ai tumori.